# 宗泐
宗泐（？—1391年），俗姓陈，字季潭，号全室。明初高僧。
早年是孤兒，為临海周氏收养，八歲養父母皆亡，入天宁寺（今龙兴寺）为僧，二十歲师从杭州净慈寺高僧笑隐大訢。宗泐出口成诵，笑隐遂为之授具足戒。元末，出主餘杭中天竺万寿永祚寺。
洪武四年（1371年），应召称旨，住天界寺。工於詩，“学博才瑰”，“其诗风格高骞可抗”，明太祖呼为“泐秀才”。洪武十一年（1378年），出使西域，“涉流沙，度葱岭，遍游西天，通诚佛域”，洪武十五年（1382年），归朝，经过黃河源區时，曾对其进行考察，并赋诗一首《望河源》，在诗序中他指出河源出自巴颜喀拉山的东北，而且是黄河和长江上源的分水岭。洪武二十四年，释智聪以胡惟庸案获罪，而牵连宗泐，幾被處極刑。太祖下旨免死，退居安徽凤阳槎椰峰，一度出主水西寺。晚年居江浦石佛寺。二十四年（1391年）卒于寺。